# Fan Kuan
Fan Kuan (en chino, 范寬; pinyin, Fàn Kuān; Wade-Giles, Fan K’uan) c. 960 - c. 1030. Pintor chino, especializado en paisajes, que ejerció durante la dinastía Song. Es considerado uno de los más grandes maestros de los siglos X y XI.
Apenas nos han llegado datos biográficos. Se considera que inicialmente siguió la estela de Li Cheng (919-967), para posteriormente concluir que sólo la naturaleza puede ser la única maestra verdadera. Tras esta revelación, pasó el resto de su vida aislado en las montañas de Shanxi.  
Viajeros entre montañas y arroyos, es su obra más conocida, donde establece el ideal del paisaje monumental y del que beben las generaciones posteriores de pintores. La clásica perspectiva china de tres planos es evidente. A diferencia de los ejemplos anteriores de arte del paisaje chino, la grandeza de la naturaleza es el tema principal, en lugar de simplemente proporcionar un telón de fondo. Una caravana conformada por caballos de carga se puede entrever atravesando la escena, en la base de un precipicio altísimo. 

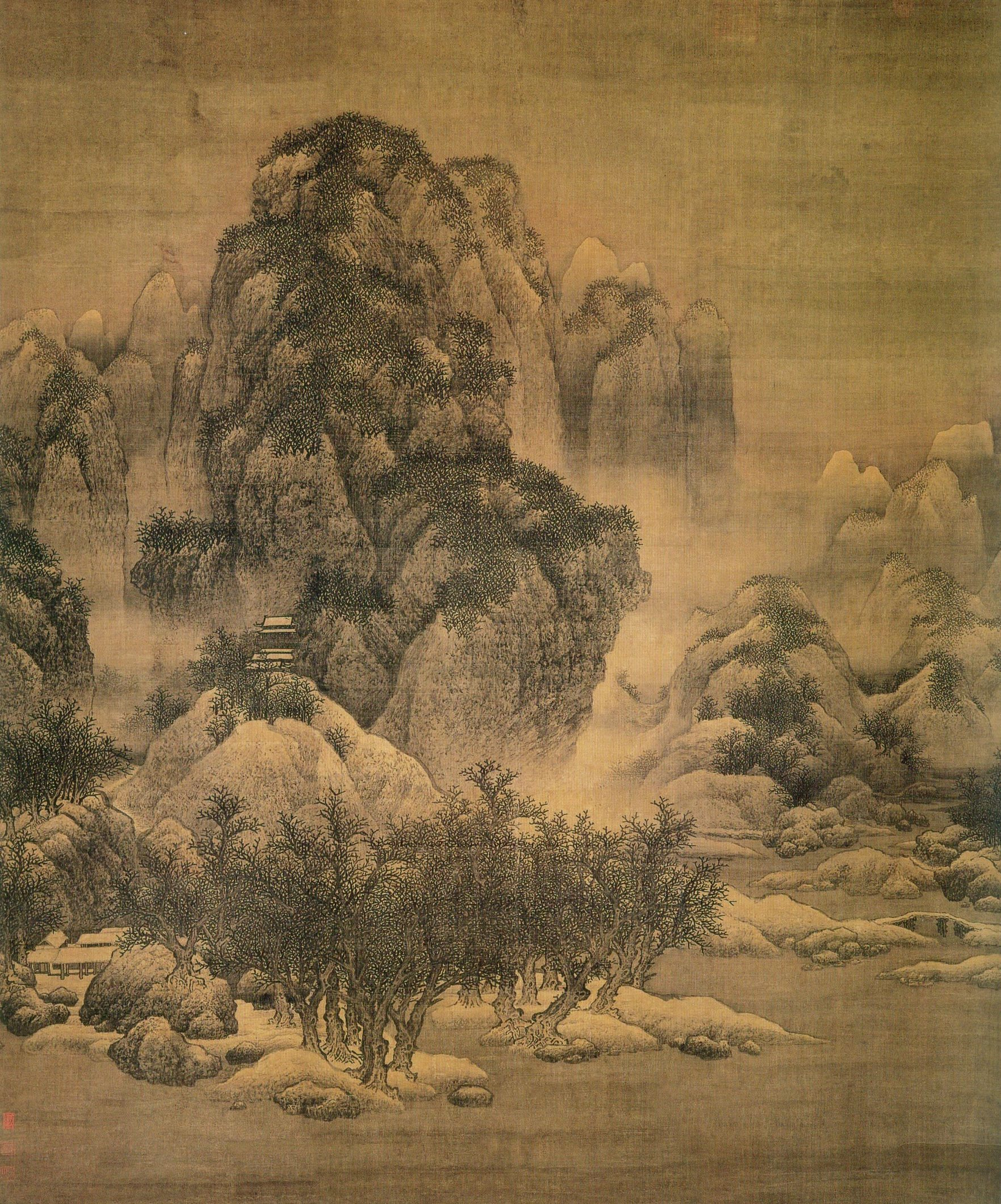
Paisaje invernal con nieve 雪景寒林圖

## Enlaces externos

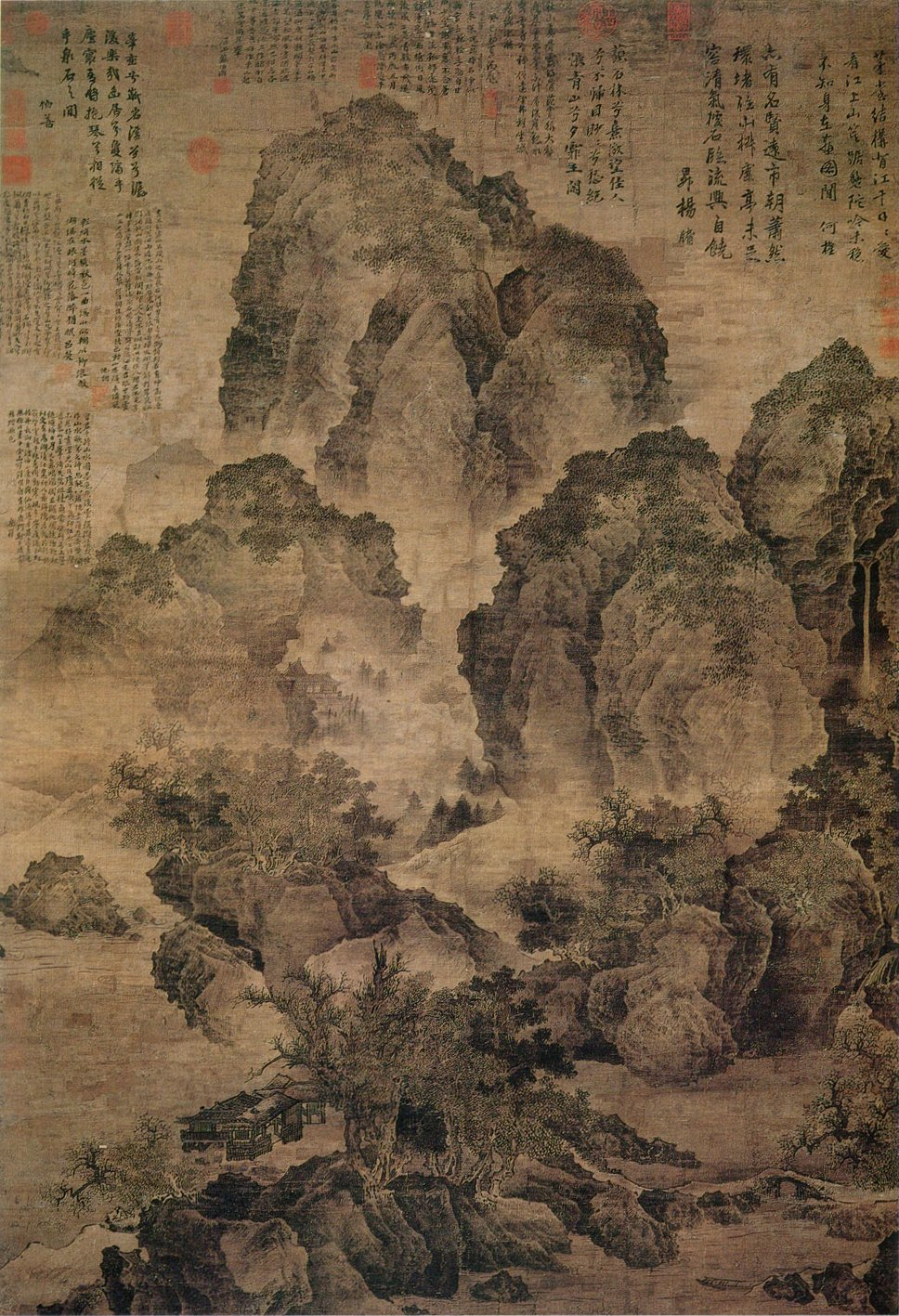
Sentado solo en el arroyo